# Vader (Waszyngton)
Vader – miasto w Stanach Zjednoczonych, w stanie Waszyngton, w hrabstwie Lewis.